# 현대 화폐 이론
현대 화폐 이론(Modern Monetary Theory 혹은 Modern Money Theory)이란, 정부가 통화를 독점하고 있으며, 납세와 저축을 위해 필요한 금융 자산을 정부가 충분히 공급하지 않기 때문에 그 증거로 실업이 발생한다고 설명하는 비주류 거시경제 이론이다. 현대 화폐 이론은 증표주의(chartalism)가 변화한 것으로 볼 수 있으며, 때로 신증표주의(neo-chartalism)라고 일컬어지기도 한다.
현대 화폐 이론의 옹호론자들은 정부가 완전 고용을 달성할 수 있도록 재정 정책을 펴야 한다고 주장한다. 이는 정부 지출을 충당하기 위해 새로 돈을 만들어내는 것이다. 또한, 완전 고용에 이르렀을 때 당면하는 주된 위험은 인플레이션인데, 이는 세금을 인상하고 국채를 발행하여 초과 공급된 돈을 제거함으로써 해결할 수 있다고 한다. 현재 현대 화폐 이론을 둘러싸고 그 정책적 효과성과 위험성에 대한 활발한 논쟁이 진행 중이다.

## 개요
현대 화폐 이론에 따르면, 미국과 같이 자체적으로 돈을 만들어낼 수 있는 정부는 다음과 같은 특성을 띤다.
1. 자국 통화로 표시된 부채에 대한 채무 불이행이 불가능하다.
2. 세금이나 부채 발행의 형태로 돈을 징수할 필요 없이 재화, 용역 및 금융 자산을 구매할 수 있다.
3. 인플레이션에 의해 화폐 생산과 지출이 제한된다. (인플레이션은 노동이나 자원과 같은 경제적 자원이 완전 고용 상태에 다다를 때 가속화된다.)
4. 세금 징수와 국채 발행을 통해 초과 공급된 돈을 회수함으로써 수요 과잉 인플레이션을 제어할 수 있다.[5] (그러나 이러한 선택이 항상 정치적 선택과 일치하지는 않을 수 있다.)
5. 채권을 발행함으로써, 적은 저축을 두고 민간 부문과 경쟁할 필요가 없다.

이러한 견해는 정부가 지출을 하기 전에 먼저 조세와 부채 발행을 통해 돈을 확보해야 한다고 생각하는 주류 경제학에 의문을 제기한다.
위에서 제시한 다섯 가지 중 첫 네 개는 화폐의 생산과 인플레이션의 원리에 대해 주류 경제학과 궤를 같이한다. 예를 들어 전 연방준비제도 의장인 앨런 그린스펀 (Alan Greenspan)은 "미국은 언제나 돈을 찍어낼 수 있기 때문에 그 돈으로 어떤 부채를 갚을 수있다. 따라서 채무 불이행의 가능성은 없다."라고 말했다. 그러나 다섯 번째 항목은 금리에 미치는 영향 측면에서 주류 경제학과 충돌하는 부분이다.